# Juan Antonio Bayona
Juan Antonio García Bayona (Barcelona, 9 de mayo de 1975), conocido como Juan Antonio Bayona o J.A. Bayona, es un director y productor de cine español. Ha dirigido las películas El orfanato (2007), Lo imposible (2012) o Un monstruo viene a verme (2016), entre otras. En 2018 fue elegido por Steven Spielberg para dirigir Jurassic World: el reino caído. En diciembre de 2023 se estrenó su película La sociedad de la nieve, la cual fue nominada en dos categorías de los premios Oscars, mejor película  extranjera y mejor maquillaje y peluquería. Inició su carrera dirigiendo anuncios de televisión y videoclips. En 2013, recibió el Premio Nacional de Cinematografía en el marco de la 61.ª edición del Festival Internacional de Cine de San Sebastián.

## Biografía
Juan Antonio García Bayona nació el 9 de mayo de 1975 en Barcelona, hijo de padres andaluces, Juan Antonio García (Osuna, provincia de Sevilla) y Piedad Bayona (Huelma, provincia de Jaén). Tiene un hermano gemelo, Carlos García Bayona. Se crio en una familia humilde en el barrio barcelonés de La Trinidad Vieja. Su madre era costurera, mientras que su padre trabajó como pintor y también como ilustrador de las marquesinas de cines en Barcelona cuando él era pequeño. Desde pronto despertó su pasión por el cine. Estudió en la Escuela Superior de Cine y Audiovisuales de Cataluña (ESCAC). A los dieciséis años conoció en el Festival de Cine de Sitges al que Bayona reconoce como su mentor, Guillermo del Toro, quien presentaba La invención de Cronos (1993).

## Carrera profesional
Tras su graduación en el ESCAC inició su carrera dirigiendo anuncios y vídeos musicales. Su primer contrato como realizador audiovisual vino de la mano de la banda española de música techno OBK cuando apenas tenía veinte años y, después de tres años trabajando y 14 videoclips dirigidos para ellos, consiguió el Premio Ondas por el vídeo musical de Tú sigue así. Desde entonces, trabajó como director de videoclips para diversos artistas.
En 1996 consiguió su primer premio con el cortometraje Crédula, fue al mejor guion con la guionista y protagonista Violeta Llueca en el Trofeo Torretes de Cortometrajes del Festimatge de Calella.
En 1999 dirigió el corto Mis vacaciones, para el cual pidió a Jordi Sánchez de OBK que compusiera la música. En 2002 dirige otro corto, El Hombre Esponja, de mayor presupuesto, contando también con Jordi Sánchez y Miguel Ángel Arjona esta vez como productores asociados.
En 2004 conoció al guionista Sergio G. Sánchez, que estaba trabajando en el corto 7337, el cual le ofreció el guion de El orfanato. Bayona, que para rodar esta película tuvo que doblar el presupuesto y la duración, recibió la ayuda de Guillermo del Toro, que se ofreció a coproducirla ya que cuando leyó el guion le pareció extraordinario y al hablar con él tenían en mente la misma película. El orfanato se estrenó el 20 de mayo de 2007 en Cannes, recibiendo una ovación de más de diez minutos por parte de la audiencia presente. Meses más tarde, el 11 de octubre de 2007, se estrenó en las salas de cine españolas y recaudó 8.3 millones de dólares. Bayona fue galardonado con el Goya a Mejor Director Novel en 2008 -la película estuvo nominada a 14 categorías de los Premios Goya, de los cuales ganó 7-. En octubre de ese mismo año, Variety anunció que la productora Universal Studios habría firmado un contrato con el director barcelonés para adaptar al cine Hater, de David Moody, escrita por Glen Mazzara y producida por Guillermo del Toro.
En agosto de 2010 inició el rodaje de Lo imposible, película basada en la experiencia que vivió una familia española en el tsunami del océano Índico en 2004. Rodada en inglés y protagonizada por Ewan McGregor y Naomi Watts, el film se estrenó en octubre de 2012 y la crítica fue positiva. En su primer fin de semana recaudó 8.6 millones de dólares, lo que le hizo cosechar el récord al mejor estreno de la historia de la taquilla española. Lo imposible fue nominada a los Oscar y Globos de Oro en la categoría Mejor Actriz, por la interpretación de Naomi Watts. También fue nominada en 14 categorías de los Goya, incluyendo Mejor película, Mejor director, Mejor actriz, Mejor Actor de reparto y Mejor actor revelación (Tom Holland), de los que consiguió 5.
En marzo de 2012 dirigió en Barcelona el videoclip Disconnected, segundo sencillo del álbum Strangeland, del cuarteto británico Keane. Así mismo, fue el encargado de dirigir los dos primeros episodios de la serie Penny Dreadful, creada por John Logan y emitida originalmente en Showtime. Rodada en Dublín, la ficción relata la historia de un grupo formado por un hombre rico, una médium, un pistolero y el joven Víctor Frankenstein en busca de la hija del primero. Para ello, deberán hacer frente a seres extraños. La serie tiene mucho de su creador, según Bayona.
En 2013 recibió el Premio Nacional de Cinematografía en el marco de la 61.ª edición del Festival Internacional de Cine de San Sebastián.
En 2014 inició el rodaje de su tercer largometraje, Un monstruo viene a verme, adaptación de la novela homónima de Patrick Ness, coprotagonizada por Lewis MacDougall, Felicity Jones y Liam Neeson. La película narra la historia de un joven (Lewis MacDougall) que debe cuidar a su madre (Felicity Jones), enferma de cáncer. Para superar esta situación, el joven entabla amistad con un monstruo (Liam Neeson). Con esta película, Bayona cerraba una trilogía personal sobre las relaciones madre-hijo. La película se estrenó el 9 de septiembre de 2016 en el Festival de Toronto. El preestreno en España se llevó a cabo en el Teatro Real, el 26 de septiembre, y asistieron, además del director y los protagonistas, multitud de personajes del mundo del cine, la cultura y la política. La película obtuvo nueve galardones en la XXX edición de los premios Goya.
En 2016 se anunció que Bayona inauguraría la ceremonia de los Premios Princesa de Gerona presidida por los reyes. Estos galardones promueven el desarrollo profesional de los jóvenes.

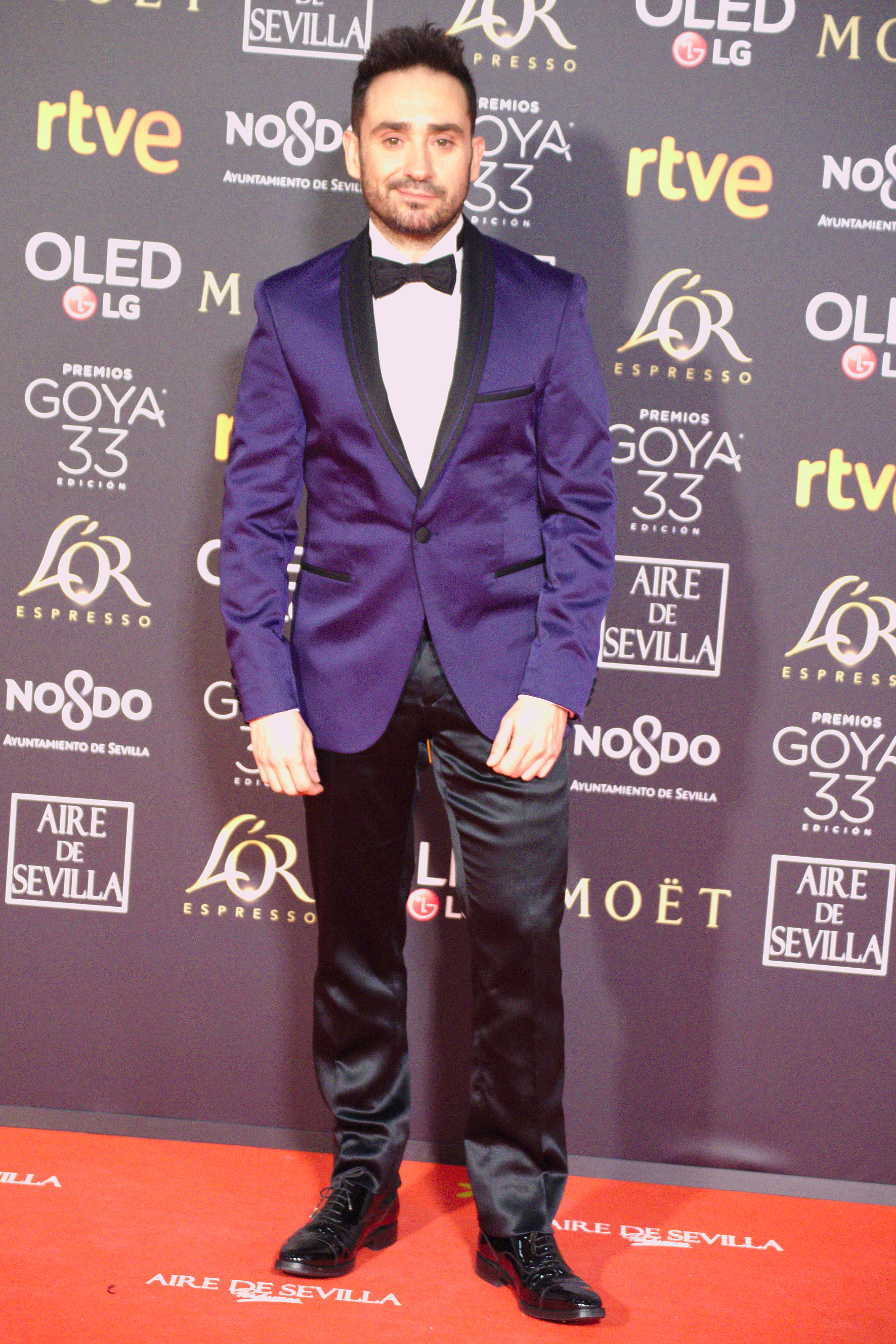
Bayona en los Premios Goya 2019

El 18 de abril de 2016 se anunció que había sido elegido por Steven Spielberg para ser el director de la secuela de Jurassic World, que contaría con un presupuesto de $260 millones de dólares. La película se estrenó el 7 de junio de 2018. 
En diciembre de 2023 fue estrenada la película La sociedad de la nieve, que retrata el accidente del vuelo 571 de la Fuerza Aérea Uruguaya, el cual se estrelló en la Cordillera de los Andes el día 13 de octubre de 1972. La película fue galardonada con 12 Premios Goya y logró dos nominaciones para los Premios Óscar 2024, en las categorías mejor película extranjera y mejor maquillaje y peluquería.
La sociedad de la nieve se encuentra disponible en la plataforma de streaming Netflix.
Tras comprar Amazon los derechos de El señor de los anillos en 2017, Bayona fue el elegido para participar en el proyecto de una serie sobre dichos libros. Director de los dos primeros episodios, sería coproductor ejecutivo (Belén Atienza es la otra productora) del resto de la serie. Esta será la más cara de la historia, ya que únicamente la compra de los derechos supuso un coste de 250 millones de dólares, y hay planeado invertir en cada temporada entre 100 y 150 millones de dólares. Además, habrá mínimo dos temporadas.

## Curiosidades
Antes de dirigir Jurassic World: El reino caído ya había tenido otras dos oportunidades de dirigir "proyectos grandes" en Estados Unidos: la película Crepúsculo y una entrega de Los juegos del hambre, pero decidió no aceptar estos encargos.
Además de dirigir películas en algunas ocasiones ha participado como actor en Queridos Fotogramas (2018), donde se interpretaba a sí mismo, y Spanish Movie (2009), interpretando a Alfrodo.
Su hermano gemelo, Carlos, reconoció en una entrevista haber llegado a ocupar su lugar alguna vez (y pasar una noche entera recibiendo felicitaciones por El orfanato).
Bayona comenzó su carrera dirigiendo anuncios publicitarios y videoclips musicales. Su primer contrato importante fue con la banda española OBK, para quienes dirigió más de diez vídeos. 
En su primer largometraje, «El orfanato», Bayona contó con el apoyo de Guillermo del Toro, quien financió parte de la producción.

## Filmografía

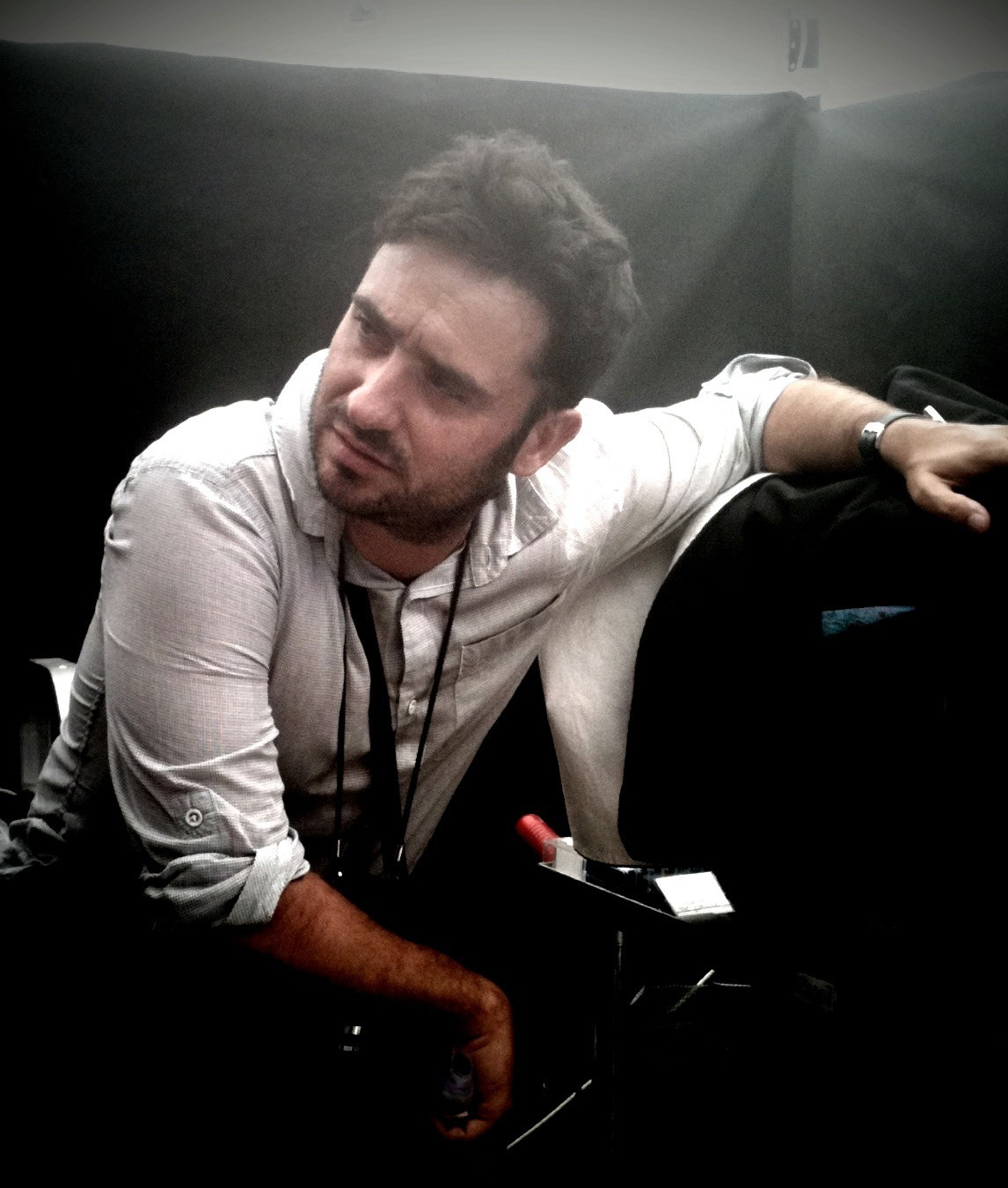
Juan Antonio Bayona en 2012

### Cine

#### Director
| Año  | Película                       | Notas |
| ---- | ------------------------------ | --- |
| 2007 | El orfanato                    | |
| 2012 | Lo imposible                   | Basada en la historia real de supervivencia de María Belón.                                                                                   |
| 2016 | Un monstruo viene a verme      | Basada en la novela homónima de Patrick Ness.                                                                                                 |
| 2018 | Jurassic World: el reino caído | Secuela de Jurassic World. |
| 2023 | La sociedad de la nieve        | Basada en el libro La sociedad de la nieve de Pablo Vierci.                                                                                   |
| TBA  | A sangre y fuego               | Basada en el libro de relatos A sangre y fuego. Héroes, bestias y mártires de España de Manuel Chaves Nogales sobre la guerra civil española. |

#### Productor
| Año  | Película                 | Notas                          |
| ---- | ------------------------ | ------------------------------ |
| 2017 | El secreto de Marrowbone | Dirigida por Sergio G. Sánchez |
| 2024 | Vieja Loca               | Dirigida por Martín Mauregui   |

### Televisión
| Año  | Serie                                         | Capítulos                                      | Notas |
| ---- | --------------------------------------------- | ---------------------------------------------- | ----- |
| 2014 | Penny Dreadful                                | Episodio 1: "Nightwork" y Episodio 2: "Séance" |       |
| 2022 | El Señor de los Anillos: los Anillos de Poder | 2 episodios                                    |       |

### Cortometrajes
| Año  | Título            | Notas                           |
| ---- | ----------------- | ------------------------------- |
| 1996 | Crédula           | Trofeo Torretes al mejor guion. |
| 1999 | Mis vacaciones    |                                 |
| 2002 | El hombre esponja |                                 |

## Videografía
Además de sus trabajos con OBK, realizó videoclips para numerosos grupos. Así, se convirtió en el director de cabecera del grupo Camela, y fue el encargado de ilustrar la pieza Cómo repartimos los amigos, con la que el dúo Ella Baila Sola se despidió de su público. Entre los artistas para los que ha trabajado se cuentan Pastora Soler (En mi soledad),  Fangoria, Nena Daconte (El Aleph), Enrique Bunbury y Miren Iza (Frente a frente, en el cual aparece al final la cantante Jeanette, intérprete original del tema). En 2012 puso imágenes al sencillo Disconnected de los británicos Keane. Esta banda ha declarado que admira mucho el trabajo cinematográfico de Bayona, y el cineasta español manifestó a su vez que es seguidor de la música de este grupo.
- 1997 A contrapié, OBK
- 1998 De qué me sirve llorar, OBK
- 1998 Historias de amor ´98, OBK
- 1998 Treinta y tantos. Tontxu
- 1998 La princesa de mis sueños (Octeto Versión), OBK
- 1999 El bosque mentiroso, S2
- 2000 Tú sigue así, OBK
- 2000 El cielo no entiende, OBK
- 2000 Falsa moral., OBK
- 2000 Ni en broma, Alberto Comesaña
- 2001 Al son del tambor, Rosario
- 2001 Malabar
- 2001 Kung Fu Fighting, Carlos Jean Vs
- 2001 Maldito duende, Raphael
- 2001 Mia, Lolita
- 2001 Dame tu cariño, Camela
- 2001 Amor.com, Camela
- 2001 Cómo Repartimos los amigos, Ella Baila Sola
- 2003  Lucifer, OBK
- 2003 Nunca debí enamorarme, Camela
- 2003 Por siempre tú y yo, Camela
- 2004 Cuando zarpa el amor, Camela
- 2004 El calor de mi cuerpo, Camela
- 2004 La herida, OBK
- 2004 Ni te das cuenta, OBK
- 2005 Sin rencor, OBK
- 2005 A ras de suelo, OBK
- 2005 Tanzila, Hevia
- 2005 Slave, Oblique
- 2007 Te recuerdo, Lorena C
- 2007 Ni contigo ni sin ti, Fangoria
- 2008 Yo no me escondo, OBK
- 2009 El Aleph, Nena Daconte
- 2009 Frente a frente, Enrique Búnbury
- 2012 Disconnected, Keane

## Premios y reconocimientos
Premios Goya
| Año  | Categoría             | Película                  | Resultado |
| ---- | --------------------- | ------------------------- | --------- |
| 2007 | Mejor dirección novel | El orfanato               | Ganador   |
| 2012 | Mejor dirección       | Lo imposible              | Ganador   |
| 2016 | Mejor dirección       | Un monstruo viene a verme | Ganador   |
| 2024 | Mejor dirección       | La sociedad de la nieve   | Ganador   |

Medallas del Círculo de Escritores Cinematográficos
| Año  | Categoría            | Película                | Resultado |
| ---- | -------------------- | ----------------------- | --------- |
| 2007 | Premio revelación    | El orfanato             | Ganador   |
| 2012 | Mejor director       | Lo imposible            | Nominado  |
| 2023 | Mejor película       | La sociedad de la nieve | Ganador   |
| 2023 | Mejor director       | La sociedad de la nieve | Nominado  |
| 2023 | Mejor guion adaptado | La sociedad de la nieve | Ganador   |

| Predecesor: Yvonne Blake | Premio Nacional de Cinematografía 2013 | Sucesor: Lola Salvador |